# 船形漏斗蛛
船形漏斗蛛（学名：Agelena cymviforma）为漏斗蛛科漏斗蛛属的动物。在中国大陆，分布于云南等地。该物种的模式产地在云南。